# Brusnice borůvka
Brusnice borůvka (Vaccinium myrtillus) je léčivá rostlina z čeledi vřesovcovitých, rodu brusnice, která je známá pod lidovým názvem borůvka, její souvislý porost také jako borůvčí. Její modrý plod (bobule) stejného názvu má výraznou chuť a schopnost barvit do fialova. Je zdrojem antioxidantů, které mohou mj. působit příznivě v prevenci rakoviny.

## Lidové názvy
Také se jí říká borůvnice, černá jahoda, černice čičiretka, čičoretka, hafery, borůvčí, mystovka, hejprle.

## Popis
Borůvka je hustě rozvětvený, ale spíše nízký keřík (50 cm) s opadavými listy. Vejčitě okrouhlé listy jsou na lodyze uspořádány střídavě, jsou lysé (bez trichomů) s krátkými řapíky. Naopak květy jsou výrazně stopkaté, objevují se již od dubna do června. Mají světle zelenou korunu (v rostlinné říši poměrně neobvyklá barva) a zakrnělý kalich.
Plodem brusnice borůvky jsou borůvky, černomodré bobule, v nichž nalezneme při podrobnějším zkoumání mnoho drobných semen. Dozrávají až od června do září, ale ve vyšších polohách vždy později. Barva plodů je dána voskovitým povrchem.

## Výskyt

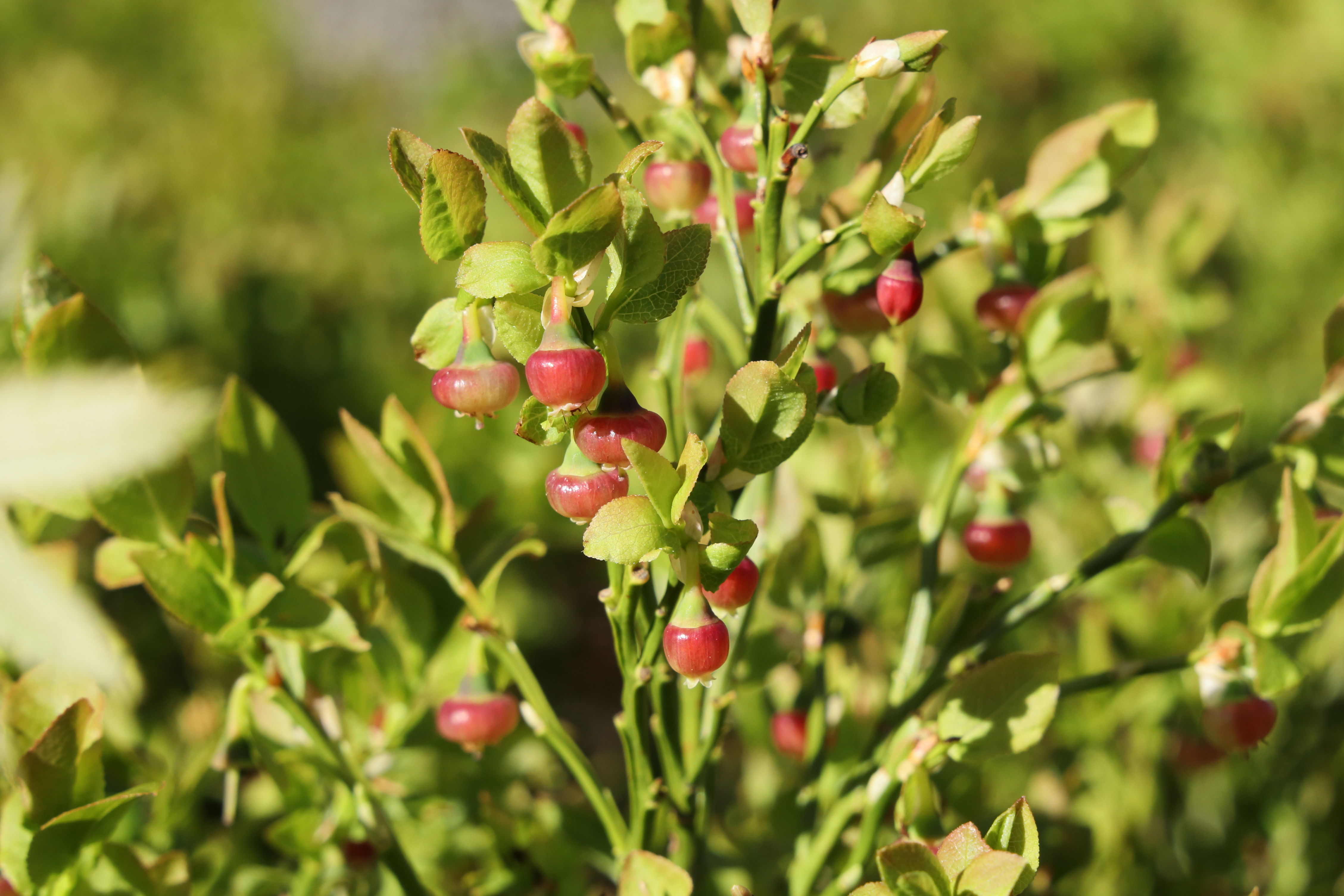
Květy borůvky

Brusnice borůvka tvoří často velmi kompaktní porosty v některých typech lesů. Ve střední Evropě jsou to především horské smrčiny, acidofilní bory, acidofilní bučiny a některé typy acidofilních doubrav. Najdeme ji i v některých typech společenstev subalpínského stupně, jako dominantu v subalpínské brusnicové vegetaci as. Festuco supinae-Vaccinietum myrtilli a také např. v porostech kleče. Vyskytuje se i na pasekách a na světlinách, na vřesovištích a na rašeliništích. Preferuje půdy kyselé, málo výživné, humózní a nepříliš suché.
Roste ve velké části Evropy, v jižní Evropě však jen málo, např. chybí v jižním Španělsku, jižní Itálii a jižním Řecku. Dále roste na Kavkaze, na Islandu, výjimečně i v Grónsku a v Asii na Sibiři s přesahem do severního Mongolska a do provincie Xinjiang v Číně. a do Japonska. V Severní Americe je rozlišován poddruh Vaccinium myrtillus subsp. oreophilum (některými autory považovaný i za samostatný druh V. oreophillum) a jeho areál tam zaujímá západní část USA a jihozápadní Kanadu. Roste po celém území Česka, ovšem s nestejnou četností výskytu. Velmi hojná je např. ve vyšších polohách hor českého masívu, zato velmi vzácná (nebo někde může i chybět) je v teplých pahorkatinách zvláště tam, kde se ve větší míře vyskytují bazické substráty.

## Užití
Borůvky, modré plody brusnice borůvky malé asi jako hrášek je možno jíst samotné či je naložit nebo z nich udělat dort, knedlíky, buchty, koláč atd. Jsou sladké a silně barví na tmavě modro až fialovo, tedy jsou i kvalitním přírodním barvivem. Rovněž znatelně zpevňují stolici: po jejich požití je dobře tvarovaná, tvrdá a tmavá - zelenohnědá. Senzorickou hodnotou a obsahem cenných živin včetně zdraví prospěšných látek se řadí k našemu nejcennějšímu ovoci.

## Obsahové látky a účinek
Listy obsahují glukokininy (myrtilin) a proto se nálev z nich používá při slabé cukrovce. V listech jsou obsaženy ve významném množství třísloviny, takže se hodí na přípravu čaje užívaného vnitřně při průjmových onemocněních, žaludečních obtížích, ale (na rozdíl od plodů) i při zánětech močových cest (jako mírné dezinficiens, močopudný a protizánětlivý prostředek); zevně působí zápar či spíše odvar z borůvkového listí při kožních onemocněních, například i při lupénce.
Plody obsahují třísloviny, antioxidanty, bioflavonoidy, karotenoidy, provitamín A, resveratrol, vitamín C, vitamíny skupiny B, ovocné cukry, malé množství tuků, mikro- a makroprvky (hořčík, draslík, mangan, železo, měď, zinek, chrom). Borůvky zlepšují noční vidění a léčí šeroslepost; zlepšují imunitu a působí preventivně a léčebně (jako doplňující prostředek) proti infekcím; prodlužují život, chrání před stařeckou demencí, pomáhají při průjmech a jiných střevních onemocněních; zvyšují množství moči, čímž napomáhají odvodňování a léčbě některých otoků a zánětů močových cest; snižují hladinu cholesterolu a tuků v krvi, chrání tělesné buňky proti volným radikálům; prospívají regeneraci sliznic; podporují úsilí obézních o snižování tělesné hmotnost; mají i uklidňující a protistresový účinek. Borůvky včetně čaje z listí zvyšují odolnost vůči radiaci.[zdroj?] Borůvka též napomáhá při tlumení nikotinové abstinence, tím, že podporuje tvorbu dopaminu, je velmi vhodným doplňkem při odvykacích kúrách kuřáků. Plod borůvky má unikátní obsah komplexu flavonoidů a antioxidantů, je třeba ale podotknout, že to se týká až plné zralosti plodu.
Vědci z King's College v Londýně zjistili, že denní konzumace borůvek pomáhá snížit riziko kardiovaskulárních onemocnění o dvacet procent.